# Leuchtturm Irbenstraße
Der Leuchtturm in der Irbenstraße, kurz Irbe-Leuchtturm, lettisch Irbes bāka, ist der einzige Leuchtturm in den Hoheitsgewässern Lettlands, der sich auf offener See etwa 20 Kilometer vor der Küste in der Irbenstraße der Ostsee befindet. Er liegt ungefähr in der Mitte zwischen dem estnischen Leuchtturm Sõrve tuletorn auf der Insel Saaremaa und dem lettischen Leuchtturm Ovīši.  Der Irbe-Leuchtturm ist Eigentum der lettischen Seeverwaltung und wird von der Hafenbehörde Rigas verwaltet.
Der Leuchtturm ist ein runder Stahlbetonturm mit Wohnräumen im oberen, roten Teil und einem Hubschrauberlandeplatz darüber.

## Geschichte
Bis zum Bau des Leuchtturmes wurde die Passage durch das Feuerschiff „Ирбенский“ (Irbenski) gesichert.
Im Jahr 1979 begann der Bau eines stationären Leuchtturms. Unter Berücksichtigung des im Winter oft sehr starken Eisgangs wurde er so ausgelegt, dass er einem Druck von zweitausend Tonnen Eismasse widersteht. Als Fundament wurde ein Stahlbetonklotz versenkt, um Standfestigkeit zu gewährleisten. Der monolithische Betonturm mit einem Gewicht von 2.000 Tonnen wurde in 1979 Tallinn,  Estnische SSR vorgefertigt. Der Betonaufbau des Leuchtturms hat sieben Stockwerke. Die gesamte Errichtung des Leuchtturms erfolgte vor Ort auf See, 44 km vom nächsten Hafen entfernt. Ein gigantischer Stahlponton war die Arbeitsplattform von 1980 bis 1983. Etwa 2.300 km³ Steine und Trümmer wurden herbeigeschafft, um um den Leuchtturm herum einen Schutzdamm anzulegen. Der Durchmesser des Dammes betrug ca. 100 m bei ca. 3 m Höhe und der Böschung von  9,5 m Tiefe. 1983 wurde das Fundament aus Stahlbeton in der Form eines Neunecks mit einer Wandstärke von 50 cm im Meer versenkt. Die Mitte der Basis war mit Schutt und Sand verfüllt. Im Juni 1984 wurde der Bau des Fundaments abgeschlossen. Dann wurde es von 4 auf 8,5 m erhöht. Im Juli 1984 wurde ein Teil des 4.300 Tonnen schweren Leuchtturms über 400 km aus dem Hafen von Tallinn gebracht. Die beiden Schlepper, die den Leuchtturm zogen, hatten 6.400 PS, der Kabeldurchmesser betrug 65 mm mit einer Länge von 650 Meter. Die Schleppgeschwindigkeit lag bei 3–4 Knoten. Die 400-km-Fahrt von Tallinn zur Leuchtturmbaustelle dauerte 9 Tage und 5 Stunden. Während des Schleppens trat ein starker Sturm auf, der Wellen mit einer Höhe von etwa 3,5 m verursachte. Rund um den Leuchtturm wurden 110 30-Tonnen-Betonwellenbrecher platziert. Im folgenden Sommer 1985 wurden mit Hilfe eines Schwimmkrans mit einer Tragfähigkeit von 300 Tonnen verschiedene Elemente mit einem Gesamtgewicht von 105 Tonnen aus verschiedenen Stahlbetonelementen in einer Höhe von 12,5 bis 39 m aufgebaut. Der Leuchtturm wurde dann mit einer röhrenförmigen Gusseisenbeschichtung verkleidet. Er verfügt über 14 Etagen mit technischen und Serviceeinrichtungen. In den unteren Stockwerken befinden sich Kraftstofftanks und Pumpen. Im Erdgeschoss über dem Wasser befanden sich bis 1994 drei thermoelektrische Radioisotopgeneratorenen Typ IEU-1M (ИЭУ-1М), die alle Geräte und Lichter mit Strom versorgten. Es war der dritte ‚Atomkraftleuchtturm‘ der UdSSR auf offener See. Ganz oben im Leuchtturm sind die Arbeits- und Wohnräume der Mannschaft. Darüber ist eine Abdeckung mit Trinkwassertanks, inzwischen auch mit Sonnenkollektoren. Über dieser Oberfläche befindet sich auf einem Metallrahmen ein Helipad mit einem Durchmesser von 12,4 m.